# Eccellenza Marche 1997-1998
Il campionato italiano di calcio di Eccellenza regionale 1997-1998 è stato il settimo organizzato in Italia. Rappresenta il sesto livello del calcio italiano.
Questo è il campionato organizzato dal Comitato Regionale Marche.

## Squadre partecipanti
| Squadra                    | Città (provincia)           |
| -------------------------- | --------------------------- |
| S.S. Audax Calcio Piobbico | Piobbico (PU)               |
| Pol. Cagliese Calcio       | Cagli (PU)                  |
| U.S. Calcinelli            | Saltara (PU)                |
| A.S.C. Civitanovese Srl    | Civitanova Marche (MC)      |
| Pol. Forsempronese         | Fossombrone (PU)            |
| U.S. Montegiorgese         | Montegiorgio (AP)           |
| Pol. Montegranaro Calcio   | Montegranaro (AP)           |
| S.S. Monturanese Calcio    | Monte Urano (AP)            |
| S.S. Olimpia Ostra Vetere  | Ostra Vetere (AN)           |
| S.S. Potenza Picena        | Potenza Picena (MC)         |
| S.S. Real Montecchio       | Sant'Angelo in Lizzola (PU) |
| U.S. Recanatese            | Recanati (MC)               |
| U.S. Sangiorgese           | Porto San Giorgio (AP)      |
| A.C. Sangiustese           | Monte San Giusto (MC)       |
| S.S. Settempeda            | San Severino Marche (MC)    |
| Vadese Calcio              | Sant'Angelo in Vado (PU)    |

## Aggiornamenti
Fu confermato l'organico a 16 squadre. Tre di queste provenivano dal C.N.D. ed erano Civitanovese, Montegranaro e Recanatese, mentre due erano le promosse dalla Promozione, la Cagliese, che fece immediato ritorno nel massimo palcoscenico regionale, e la Settempeda che tornava per la prima volta dal 1993-1994.
La Monturanese seppe rifarsi della beffa subita l'anno precedente e vinse il campionato precedendo il Real Montecchio. La formazione biancorossa, ebbe la meglio su Recanatese e Civitanovese che cercarono un immediato ritorno nel torneo interregionale, ma non riuscì a prevalere negli spareggi nazionali. In fondo andò in scena il disastroso campionato dell'Audax Piobbico che chiuse senza cogliere alcuna vittoria. Caddero anche l'Ostra Vetere e il Calcinelli che non riuscì ad avere la meglio della Sangiustese.

## Classifica finale
|  | Pos. | Squadra              | Pt | G  | V  | N  | P  | GF | GS | DR  |
|  | ---- | -------------------- | -- | -- | -- | -- | -- | -- | -- | --- |
|  | 1.   | Monturanese          | 60 | 30 | 16 | 12 | 2  | 39 | 19 | +20 |
|  | 2.   | Real Montecchio      | 57 | 30 | 16 | 9  | 5  | 45 | 22 | +23 |
|  | 3.   | Recanatese           | 54 | 30 | 14 | 12 | 4  | 36 | 20 | +16 |
|  | 4.   | Civitanovese         | 52 | 30 | 14 | 10 | 6  | 42 | 19 | +23 |
|  | 5.   | Montegiorgese        | 50 | 30 | 12 | 14 | 4  | 30 | 19 | +11 |
|  | 6.   | Settempeda           | 45 | 30 | 12 | 9  | 9  | 52 | 38 | +14 |
|  | 7.   | Potenza Picena       | 41 | 30 | 10 | 11 | 9  | 35 | 26 | +9  |
|  | 8.   | Montegranaro         | 41 | 30 | 11 | 8  | 11 | 32 | 34 | -2  |
|  | 9.   | Forsempronese        | 41 | 30 | 11 | 8  | 11 | 25 | 27 | -2  |
|  | 10.  | Vadese               | 37 | 30 | 8  | 13 | 9  | 29 | 28 | +1  |
|  | 11.  | Sangiorgese          | 34 | 30 | 8  | 10 | 12 | 33 | 37 | -4  |
|  | 12.  | Cagliese             | 33 | 30 | 9  | 6  | 15 | 31 | 46 | -15 |
|  | 13.  | Sangiustese          | 30 | 30 | 5  | 15 | 10 | 25 | 31 | -6  |
|  | 14.  | Calcinelli           | 29 | 30 | 7  | 8  | 15 | 32 | 45 | -13 |
|  | 15.  | Olimpia Ostra Vetere | 25 | 30 | 4  | 13 | 13 | 27 | 48 | -21 |
|  | 16.  | Audax Piobbico       | 8  | 30 | 0  | 8  | 22 | 11 | 65 | -54 |